# Цитаделі (настільна гра)
«Цитаделі» — настільна гра німецького стилю, розроблена відомим італійським автором настільних ігор Бруно Файдутті. Вперше вона була опублікована у Франції в 2000 році під назвою «Citadelles», пізніше у Німеччині під назвою «Ohne Furcht und Adel» (нім., «Без страху й благородства»). В Україні гру локалізувало видавництво «Ігромаг».
Гра входить у 500 найкращих настільних ігор за рейтингом сайту «BoardGameGeek».

## Правила
У гру можуть грати від двох до восьми осіб.
Мета гри — заробити якомога більше очок за побудовані квартали.
Перемагає той, у кого буде найбільша кількість очок, коли будь-який із гравців побудує сім кварталів, а при грі в двох або трьох - вісім.
Гра складається з раундів, у кожному з яких:
- гравці спершу розподіляють персонажів, які визначають черговість ходів у раунді
- потім у свій хід кожен гравець:
  - виконує дію: бере 2 монети з банку або карти кварталів з колоди;
  - будує квартал у своєму місті (або декілька, якщо персонаж — Архітектор), побудова кварталу є необов'язковою.

Крім того, у будь-який момент свого ходу (але тільки один раз за хід) можна отримати додаткові монети (дохід) за квартали, що відповідають своєму персонажу.
У певні моменти ходу можна скористатися спеціальними властивостями свого персонажа: Воєначальник, Дипломат, Навігатор і Алхімік — наприкінці свого ходу; Архітектор, Купець і Відьма відразу після скоєння дії; Король, Імператор, Абат і Королева на початку свого ходу перед учиненням дії; Чаклун і Чарівник — у будь-який момент свого ходу.
Спеціальні можливості є необов'язковими у всіх персонажів, крім Відьми та Навігатора.

### Основні персонажі
- Вбивця виводить будь-якого персонажа з гри на один раунд.
- Злодій здатний вкрасти золото в іншого персонажа (крім Вбивці та його жертви).
- Чаклун дає можливість отримати нові карти з колоди в обмін на свої, або обміняти всі наявні у себе в руці карти на всі карти, наявні в руці в іншого гравця.
- Король отримує додатковий дохід зі своїх кварталів дворянського (жовтого) кольору і дозволяє власнику першим зробити вибір персонажа в наступному раунді.
- Єпископ отримує захист будівель від руйнування в цей раунд і «церковну десятину» — дохід зі своїх кварталів синього кольору.
- Купець автоматично отримує додатковий грошовий бонус і дохід зі своїх кварталів зеленого кольору.
- Архітектор автоматично отримує додаткові два квартали з колоди після вчинення дії (тобто після взяття грошей або карт кварталів перед спорудою) і може побудувати аж до трьох кварталів (інші персонажі будують тільки один квартал в хід).[5]
- Воєначальник отримує дохід із військових (червоних) кварталів. Наприкінці свого ходу може зруйнувати будівлю будь-якого гравця (крім Єпископа) за плату, на 1 монету меншу, ніж вартість споруди кварталу.

### Додаткові персонажі
Існує також 10 додаткових персонажів, які з'явилися в доповненні «The Dark City».
- Відьма зачаровує будь-якого персонажа, використовуючи його вміння і його прибуток у цей хід у власних цілях.
- Збирач податі (Tax collector[en]) отримує від усіх персонажів, що побудували квартали, по одній монеті.
- Чарівник може подивитися в карти іншого гравця і взяти одну собі.
- Імператор отримує монету за кожен свій дворянський (жовтий) квартал. Він також забирає корону у короля і передає її будь-якому гравцю (але не собі), отримуючи натомість монету або карту кварталів.
- Абат отримує монету за кожний церковний (синій) квартал у своєму місті. Також найбагатший у момент ходу гравець віддає йому одну монету.
- Алхімік повертає собі наприкінці ходу все золото, витрачене на споруду кварталу.
- Навігатор (штурман) в самому кінці свого ходу отримує або 4 монети, або 4 карти кварталів, але не може будувати квартали у свій хід[5]
- Дипломат отримує монету за кожен військовий (червоний) квартал свого міста. Також він може обміняти свій побудований квартал на побудований квартал будь-якого гравця, відшкодовуючи йому різницю в ціні.
- Художник може прикрасити один або два[5] квартали, побудовані у своєму місті, поклавши на карту кварталу монету. Ціна прикрашеного кварталу зростає на одиницю під час фінального підрахунку очок (також зростає ціна руйнування або обміну кварталу). Квартал можна прикрасити тільки один раз (тобто на кварталі не може лежати більше однієї монети).
- Королева отримує три золоті, якщо вона сидить поряд із королем.

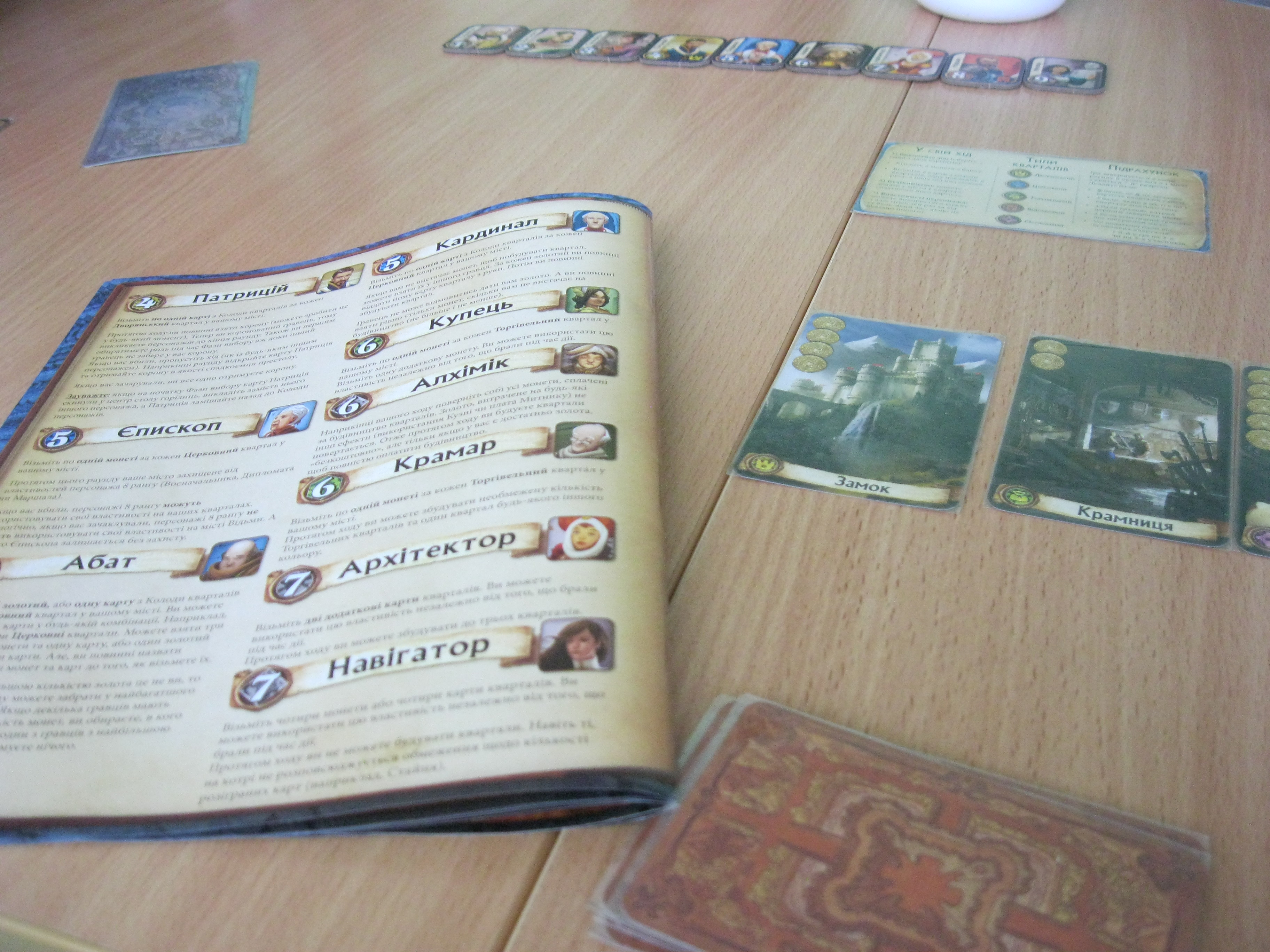
Деякі елементи гри

## Комплектація гри
У комплект останньої україномовної редакції гри входять:
- Правила гри
- 8 карт персонажів
- 66 карт міських будівель
- 8 інформаційних карт для кожного гравця
- 10 карт персонажів з доповнення «The Dark City»
- 14 карт додаткових споруд з доповнення «The Dark City»
- 1 фішка корони
- 30 пластикових фішок монет

## Розширення
На сьогодні існує тільки одне розширення: «The Dark City», яке входить до комплекту українського видання гри.

## Онлайн гра
Цитаделі Онлайн

## Нагороди та премії
- 2000 Номінант конкурсу «Spiel des Jahres» (гра виступала під назвою «Ohne Furcht und Adel» [8].
- 2000 Переможець конкурсу «Meeples' Choice Award»[9].
- 2000 Переможець конкурсу настільних ігор «A la carte», що його проводить журнал «Fairplay»[10][11].
- 2000 6-е місце в конкурсі «Deutscher Spiele Preis».
- 2001 Номінант премії «International Gamers Awards» у номінації «Найкраща стратегічна гра»[12].
- 2001 Нідерландська версія, «Machiavelli», перемогла в конкурсі «Niederländischer Spielepreis»[13].